# Коснемйоль
Коснемйо́ль (рос. Коснэмъёль) — річка в Республіці Комі, Росія, права притока річки Вуктил, правої притоки річки Печора. Протікає територією Вуктильського міського округу.
Річка протікає на південний захід та північний захід.